# Lincolnshire Posy
Lincolnshire Posy ist ein Musikstück des Komponisten Percy Grainger für Concert Band. Das Stück zählt zu Graingers meistgespielten Werken und wird unter Fachleuten als eines der bedeutendsten Werke der Blasorchesterliteratur angesehen.

## Geschichte
Lincolnshire Posy entstand im Jahr 1937 für die American Bandmasters Association. Es wird von John Bird, dem Autor Graingers Biografie, als sein Meisterwerk angesehen. Das 16-minütige Stück besteht aus 6 Sätzen, von denen jeder auf einem englischen Volkslied basiert. Diese hatte er zwischen 1905 und 1906 auf einer Reise nach Lincolnshire gesammelt und mittels eines Edison-Phonographen aufgezeichnet. Die Uraufführung von 3 Sätzen fand am 7. März 1937 durch die Milwaukee Symphonic Band, ein Auswahlorchester mit Musikern unterschiedlicher Orchester, u. a. von Orchestern lokaler Bierfabriken wie Valentin Blatz Brewing Company und Pabst Brewing Company in Milwaukee, Wisconsin statt. Ein halbes Jahr darauf verfasste er zudem eine Version für zwei Klaviere (British Folk-Music Settings No. 35).
Im Gegensatz zu anderen Komponisten, wie z. B. Ralph Vaughan Williams, versuchte Grainger nicht, die Volkslieder für das Orchesterarrangement zu verändern und zu modernisieren. Er wollte stattdessen das genaue Gefühl herüberbringen, das die Sänger vermittelt haben. Diese schätzte er vor allem wegen der künstlerischen Freiheit, mit der sie ihre Vorträge gestalteten; er sah sie als Hüter einer lebendigen Tradition, die er durch die fortschreitende Modernisierung, zunehmend höhere Bildung der Landbevölkerung und die Ablehnung dieser Lieder durch jüngere Sänger und „ernsthafte“ Musikliebhaber bedroht sah. Er schrieb:

“Each number is intended to be a kind of musical portrait of the singer who sang its underlying melody... a musical portrait of the singer's personality no less than of his habits of song, his regular or irregular wonts of rhythm, his preference for gaunt or ornately arabesque delivery, his contrasts of legato and staccato, his tendency towards breadth or delicacy of tone.”

„Jeder Teil ist als musikalisches Portrait des Sängers gedacht, der die zugrundeliegende Melodie sang... Ein musikalisches Portrait seiner Persönlichkeit und nicht zuletzt auch seiner gesanglichen Gewohnheiten, seiner regelmäßigen oder unregelmäßigen rhythmischen Gepflogenheiten, seiner Vorlieben für hagere oder kunstvoll arabeske Aufführung, seiner Gegensätze von legato und Stakkato, seiner Tendenz zu breiten oder delikaten Tönen.“

Grainger widmete diesen „Strauß von Wildblumen“ den „alten Volkssängern, die so lieblich zu ihm sangen“.
1987 veröffentlichte der Komponist Frederick Fennell eine kritische Ausgabe des Werkes; diese wurde von der „United States Navy Band“ bei der „Midwest Clinic“ zum ersten Mal aufgeführt. 2002 verarbeitete der Komponist Steven Bryant Fragmente von Lincolnshire Posy in seinem Stück ImPercynations, das einen Satz in seiner Parody Suite bildet. Das melodische und rhythmische Grundgerüst bildet dabei der erste Satz Dublin Bay.

## Instrumentierung
Das Stück ist gesetzt für Piccoloflöte, 2 Querflöten, 2 Oboen, Englischhorn (ad libitum), 2 Fagotte, Kontrafagott (ad lib.), Es-Klarinette, 3 B-Klarinetten (mindestens doppelt besetzt), Altklarinette, Bassklarinette, 6 Saxophone (Sopransaxophon, 2 Altsaxophone, Tenorsaxophon, Baritonsaxophon und Basssaxophon (ad lib.)), 3 Kornette oder Trompeten, 4 Hörner, 3 Posaunen, Baritonhorn, Euphonium, Tuba, Kontrabass, Pauken, Xylophon, Glockenspiel, Handglocken, Röhrenglocken (ad lib.), Kleine Trommel, Große Trommel und Becken.

## Sätze

### I. „Lisbon“ (Lissabon)
Im Original als „Dublin Bay“ bezeichnet, ist der erste Satz der Lincolnshire Posy zugleich ihr kürzester; eine flotte, einfache, trällernde Melodie im ⁶/₈-Takt. Das dominierende Thema wird am Anfang von gedämpften Trompeten und Fagott angespielt und einem militärischen Motiv in den Hörnern entgegengesetzt. Wie im vierten Satz endet „Lisbon“ in einer in Pianissimo gesetzten Serenade, die einen Kontrast zur Gesamttonalität bildet. Es trägt eine strophische Form. Grainger veröffentlichte bereits 1906 eine Version dieses Liedes für gemischten Chor; 1931 erschien eine Ausgabe für Bläserquintett.

### II. „Horkstow Grange“ (Horkstow-Farm)
Der zweite Satz präsentiert ein langsames, sich wiederholendes, reharmonisierendes Legato-Motiv. Es springt häufig zwischen ⁴/₄ und ⁵/₄ und bringt ein Trompetensolo hervor (alternativ Sopransaxophon). Dies ist der bekannteste Satz des Stückes, der weltweit von Orchestern aufgrund seiner herausragenden Komposition und Orchestrierung gespielt wird.

### III. „Rufford Park Poachers“ (Wilderer im Rufford-Gebiet)
Als technisch anspruchsvollster Satz beginnt „Ruffort Park Poachers“ mit einer asymmetrischen Melodie zwischen B-Klarinetten und Piccolo, zwei Achtelnoten später gefolgt von Es- und Bassklarinette. In einer zweiten Version die Grainger schrieb, beginnt die Melodie in Piccolo und Altklarinette und wird gefolgt von Oboe und Fagott.
Schwierig ist insbesondere das Zählen zwischen Kontrapunkt, ungewöhnlichen Rhythmen und eigenartigen Taktarten, die schnell wechseln. Grainger schrieb zwei Versionen: Eine mit Flügelhorn und eine mit Sopransaxophon als Soloist. Es ist bekannt, dass Grainger die Version mit Sopransaxophon bevorzugte, sofern dessen Spieler das Solo mit Ausdruck und Präzision spielen konnte. Die meisten Aufnahmen verwenden diese Version, um den Wünschen des Komponisten treu zu bleiben.
Bei der Premiere wurde dieser Satz nicht aufgeführt, da das von Grainger ausgesuchte professionelle Blasorchester ihn nicht spielen konnte.
Es basiert der Ballade „Rufford Park Poachers“, die Grainger vom Volkssänger Joseph Taylor gelernt hatte.

### IV. „The Brisk Young Sailor“ (Der lebhafte junge Matrose)
Ein einfaches, kurzes, lebhaftes Lied, das das Bild eines strammen Burschen erwecken soll, der seine große Liebe finden möchte. Die Tonart ist B-Dur. Es beginnt mit einem Klarinettenensemble, das eine einfache Melodie spielt. Diese wird dann ausgeweitet, bis das gesamte Orchester sie in verschiedenen komplizierten Arten spielt. Eine bemerkenswerte Stelle ist, wenn ein Solo der Baritonhörner die Melodie übernimmt, während 1. Klarinetten, Es-Klarinetten, Flöten und Piccolo unglaublich schnelle Sextolen und Arpeggios spielen, bevor es sich in eine fugenähnliche Verstellung der Melodie durch ein Solo von Sopransaxophonen und Oboe auflöst.
Der Satz wird wegen seiner Schnelligkeit und der notwendigen Genauigkeit als einer der schwierigsten Teile des Werks angesehen.

### V. „Lord Melbourne“ (Lord von Melbourne)
Ein schweres, kämpferisches Lied, das im Original als „The Duke of Marlboro“ bekannt ist. Es beginnt frei von einer Taktart, der Dirigent gibt jeden einzelnen Schlag im eingänglichen ersten Abschnitt. Anschließend geht es in ein Trompetensolo über, gefolgt von einem schweren, sich wiederholenden Motiv. Dieser Satz wechselt schnell zwischen verschiedenen, auch ungewöhnlichen, Taktarten wie ⁵/₈ und ³/₈ sowie Abschnitten, die frei von Taktarten sind.
Der Satz verlangt den Musikern auch einen hohen Tonumfang ab. Die Klarinetten spielen ein hohes G, die Flöten ein hohes B und die hohen Trompeten im Schlussakkord ein hohes Cis.
Dieser Satz wurde, ebenso wie der dritte Satz, bei der Premiere nicht aufgeführt, da das von Grainger ausgewählte professionelle Blasorchester ihn nicht spielen konnte.

### VI. „The Lost Lady Found“ (Die wiedergefundene verlorene Dame)
Eine schnelle, nervöse, geradlinige ³/₄-Melodie mit gewöhnlichen Begleitrhythmen. Es wird häufig auf Ganze dirigiert. Der Satz enthält ein sich ständig wiederholendes Motiv, unterbrochen von einer Bridge. Das Motiv durchläuft in diesem hektischen Finale nahezu jedes Register. Bei der Uraufführung war dieser Satz noch nicht fertiggestellt.

## Aufnahmen (Auswahl)

### Orchesterversion
- The Cleveland Symphonic Winds, Frederick Fennell (Telarc, 1978)
- Central Band Of The Royal Air Force, Eric Banks (Angel Records, 1986)
- City of Birmingham Symphony Orchestra, Simon Rattle (EMI Classics, 1997)
- Royal Northern College Of Music Wind Orchestra, Timothy Reynish (Chandos, 1997)

### Version für zwei Klaviere
- Leslie Howard, David Stanhope (His Master’s Voice, 1977)

## Audiobeispiele
Blasorchester des College of Music der University of North Texas
- Lincolnshire Posy

1. Lisbon
2. Horkstow Grange
3. Rufford Park Poachers
4. The Brisk Young Sailor
5. Lord Melbourne
6. The Lost Lady Found